# Acrocercops querci
Acrocercops querci är en fjärilsart som beskrevs av Tosio Kumata och Hiroshi Kuroko 1988. Acrocercops querci ingår i släktet Acrocercops och familjen styltmalar. Inga underarter finns listade i Catalogue of Life.